# Ніколаєвка (Тюльганський район)
Нікола́євка (рос. Николаевка) — село у складі Тюльганського району Оренбурзької області, Росія.

## Населення
Населення — 97 осіб (2010; 245 у 2002).
Національний склад (станом на 2002 рік):
- росіяни — 93 %